# Havaika kahiliensis
Havaika kahiliensis là một loài nhện trong họ Salticidae. Loài này được phát hiện ở Hawaii.